# 크리스틴 토드 휘트먼
크리스틴 템플 휘트먼(Christine Temple Whitman, 1946년 9월 26일 ~ )은 미국의 정치인으로 제50대 뉴저지 주지사이다.

## 학력
- 위턴 대학교 인문사회 학사

## 경력
- 1983.01 ~ 1988.01 서머싯 카운티 자유보유자 위원회 위원
- 1988.02 ~ 1990.01 뉴저지 공공사업위원회 회장
- 1994.01 ~ 2001.01 제50대 뉴저지 주지사
- 2001.01 ~ 2003.06 제9대 환경보호청장
- 2022.07 ~ 전진당 공동대표

## 역대 선거 결과
| 선거명      | 직책명                  | 대수  | 정당   | 득표율 | 득표수      | 결과 | 당락               |
| ----------- | ----------------------- | ----- | ------ | ------ | ----------- | ---- | ------------------ |
| 1990년 선거 | 상원의원 (뉴저지 제2부) | 102대 | 공화당 | 47.40% | 918,874표   | 2위  | 낙선               |
| 1993년 선거 | 뉴저지 주지사           | 50대  | 공화당 | 49.33% | 1,236,124표 | 1위  | 뉴저지 주지사 당선 |
| 1997년 선거 | 뉴저지 주지사           | 50대  | 공화당 | 46.87% | 1,133,394표 | 1위  | 뉴저지 주지사 당선 |